# 伊藤岳
伊藤 岳（いとう がく、1960年3月6日 - ）は、日本の政治家、反原発活動家。日本共産党の元参議院議員（1期）。
埼玉県川口市出身。埼玉県立越ヶ谷高等学校、文教大学人間科学部卒業。日本民主青年同盟埼玉県委員長、日本共産党埼玉中央地区委員長等を経て、党中央委員、党埼玉県国民運動部長。

## 来歴
2001年に行われた第19回参議院議員通常選挙で国政に初挑戦した。比例区より立候補したが落選。
それからは2003年、2005年、2009年の衆議院選挙で埼玉1区より、そして2010年、2013年、2016年の参議院議員選挙に参議院埼玉県選挙区より日本共産党から立候補したものの、いずれも落選に終わっている。但し、2016年の参院選では改選定数3（当時）のうち次点の4位だった。
令和初の参院選となる2019年の通常選挙では、埼玉県選挙区の定数増加（改選定数3→4）の恩恵を受けて得票4位での初当選を果たした。日本共産党の埼玉県選挙区での議席獲得は、1998年の第18回参議院議員通常選挙での富樫練三以来、15年ぶりである。
2020年1月の第28回党大会において、党中央委員に選出された。
2024年11月16日、翌年7月の第27回参議院議員通常選挙の埼玉県選挙区選挙区公認候補として擁立することが日本共産党から発表された。投開票の結果、得票数6位で落選。

## 政策
- 憲法9条改憲を含む全ての憲法改正に反対[2][7]。
- 日本の核武装に反対[7]。
- 稼働中の原子力発電所を含む日本国内全ての原発廃止[7]。2019年7月の参院選初当選までに反原発デモを埼玉県内30ヶ所以上で開催[2]。
- 消費税率の8％から10％への引き上げ反対[2][7]。
- 女性宮家創設に賛成[7]。
- 同性婚制度化に賛成[7]。

## 選挙歴
| 当落 | 選挙                     | 執行日         | 年齢 | 選挙区       | 政党       | 得票数     | 得票率 | 定数 | 得票順位 /候補者数 | 政党内比例順位 /政党当選者数 |
| ---- | ------------------------ | -------------- | ---- | ------------ | ---------- | ---------- | ------ | ---- | ------------------ | ---------------------------- |
| 落   | 第19回参議院議員通常選挙 | 2001年07月29日 | 41   | 参議院比例区 | 日本共産党 | 1569票     | 0.6%   | 48   | 17/25              | 17/4                         |
| 落   | 第43回衆議院議員総選挙   | 2003年11月09日 | 43   | 埼玉県第1区  | 日本共産党 | 1万6257票  | 7.78%  | 1    | 3/5                | /                            |
| 落   | 第44回衆議院議員総選挙   | 2005年09月11日 | 45   | 埼玉県第1区  | 日本共産党 | 1万9319票  | 7.41%  | 1    | 3/4                | /                            |
| 落   | 第45回衆議院議員総選挙   | 2009年08月30日 | 49   | 埼玉県第1区  | 日本共産党 | 2万3623票  | 8.78%  | 1    | 3/4                | /                            |
| 落   | 第22回参議院議員通常選挙 | 2010年07月11日 | 50   | 埼玉県選挙区 | 日本共産党 | 20万7957票 | 6.54%  | 3    | 6/10               | /                            |
| 落   | 第23回参議院議員通常選挙 | 2013年07月21日 | 53   | 埼玉県選挙区 | 日本共産党 | 35万3594票 | 12.03% | 3    | 5/8                | /                            |
| 落   | 第24回参議院議員通常選挙 | 2016年07月10日 | 56   | 埼玉県選挙区 | 日本共産党 | 48万6778票 | 15.81% | 3    | 4/7                | /                            |
| 当   | 第25回参議院議員通常選挙 | 2019年07月21日 | 59   | 埼玉県選挙区 | 日本共産党 | 35万9297票 | 12.90% | 4    | 4/9                | /                            |
| 落   | 第27回参議院議員通常選挙 | 2025年07月20日 | 65   | 埼玉県選挙区 | 日本共産党 | 22万7488票 | 6.66%  | 4    | 6/15               | /                            |